# غارلاند ريفرز
غارلاند ريفرز (بالإنجليزية: Garland Rivers)‏ هو لاعب كرة قدم أمريكية أمريكي، ولد في 3 نوفمبر 1964 في كانتون في الولايات المتحدة.

## وصلات خارجية
- غارلاند ريفرز على موقع مرجع كرة القدم المحترفة.كوم (الإنجليزية)